# Стара зграда ОШ „Бошко Палковљевић Пинки” Батајница
Стара зграда основне школе „Бошко Палковљевић Пинки“ (објекат познат и као Српска школа у Батајници) се налази у општини Земун, у граду Београду. Стационирана је у насељу Батајница, на адреси Пуковника Миленка Павловића 7а. Зграда школе проглашена је за споменик културе Србије у јулу 2018. године.

## Историјат
Зграду је подигао кнез Никола Вулко у периоду 1875–1880. године. Својом архитектуром зграда се издваја од осталих стамбено-сеоских кућа, а у поређењу са стилском архитектуром тог периода у развијеним градовима неке посебне особености и скромније је направљена, али се вредност објекта сагледа у контексту приградског насеља и историјског положаја српског становништва у Аустријској, потом Аустроугарској монархији. Једна је од ретких сачуваних зграда у Београду из друге половине 19. века и сведочи о континуитету развоја школства и просветне делатности у области југоисточног Срема и издваја се као вредан пример типске школске градње.
Објекат је грађен од цигле и малтрера, кров покривен црепом, а састоји се од подрума, приземља и спрата. У приземљу се налазе две учионице и учитељски станови, а на спрату преостале три учионице. Фасаде, главна и дворишна, својом једнообразношћу пружају утисак складности. Зграда је реконструисана и данас се у њој налази ОШ „Бошко Палковљевић Пинки“, а настава се одвија и у новијој згради поред, која је подигнута шездесетих година 20. века.